# ناهارلی
ناهارلی (به ترکی آذربایجانی: Naharlı) یک منطقه مسکونی در جمهوری آذربایجان است که در شهرستان ساعتلی واقع شده‌است. ناهارلی ۶۰۷ نفر جمعیت دارد.